# Вісконсинський театр ідей
Вісконсинський театр ідей (англ. Wisconsin Idea Theatre) був по суті культурною програмою, розробленою у Вісконсинському університеті близько 1943 року. Її очолював Роберт Е. Гард в рамках Сільськогосподарського коледжу з метою розвитку театрального мистецтва по всьому штату. Гард працював з усіма, хто мав ідею для створення радіо-драм чи театральних вистав. Він співпрацював з 4-H, прагнучи розвивати дитячий театр у штаті, а також заохочував і допомагав релігійним групам ставити драми, засновані на їхній вірі. 
У 1945 році Гард заснував Вісконсинську конференцію театральних ідей, яка намагалася представляти інтереси всіх театрів штату.

## Хісторія
Вісконсинський театр ідей розпочався, коли Роберт М. Ла Фоллетт-старший та Чарльз Ван Хайс навчалися у Вісконсинському університеті. Вони були близькими друзями, обидва під впливом прогресивних ідеалів професора економіки Джона Баскома. Ла Фоллетт став губернатором, а Ван Хіз - президентом університету. Вони мали спільне бачення уряду, "наповненого талантом підготовлених професіоналів, який керується досвідом наших наймудріших вчених і підзвітний активним і добре освіченим громадянам". 
Для того, щоб реалізувати цей ідеал, вони переорієнтували університет на навчання не лише своїх студентів, але й заохочували та навчали мешканців по всьому штату. Були запропоновані заочні курси, а також виїзні викладачі. Губернатор проводив регулярні зустрічі з професорами Університету, щоб підтримувати зв'язок і заохочувати їхній прогрес. 
Наступник Ван Хіза, президент Глен Франк, мав пристрасть до розвитку мистецтв і найняв декана Кріса Крістенсена очолити Сільськогосподарський коледж, сподіваючись заохотити фермерів та їхні сім'ї бути більш креативними. 
Потім Крістенсен найняв Альдо Леопольда, відомого природоохоронця, Джона Стюарта Каррі, художника, та Роберта Е. Гарда. Саме Гард заснував Вісконсинський театр ідей.

## Рекомендована література
The Wisconsin Idea Theatre : a program in statewide drama, Junius Eddy, 1949. Record at the Hathi Trust Digital Library {{University of Wisconsin–Madison}}